# Homadaula schaeuffelei
Homadaula schaeuffelei is een vlinder uit de familie van de Galacticidae. De soort is voor het eerst wetenschappelijk beschreven als Bahrlutia schaeuffelei door Hans Georg Amsel in een publicatie uit 1959.
De spamwijdte bedraagt 11,5 tot 14,8 millimeter.
De soort komt voor in Iran en Pakistan.